# 饶氏宗祠
饶氏宗祠，位于中国江西省抚州市南丰县琴城镇胜利路古城区域，由彭姓盐商斥巨资建于清咸丰八年（1858年）。饶家宗祠的建筑风格颇为奇特，八根石柱高达6米，雕刻精美，风格迥异。

## 保护
2018年3月9日，饶氏宗祠等琴城古建筑公布为第六批江西省文物保护单位，编号6-3-061。2018年，南丰县投资300多万元，对胜利路古城区域的饶氏宗祠等5栋年久失修的文物建筑进行抢救性修缮保护。2019年8月30日，有关政府领导又前往饶氏宗祠等处，实地查看古建筑修善保护工作进展情况，